# 森楚里 (艾斯康比亞縣)
森楚里（英語：Century），是美国佛罗里达州艾斯康比亞縣下属的一座城镇。建立于1945年。面积约为8.7平方公里（约合3.4平方英里）。根据2010年美国人口普查，该市有人口1,698人。论人口在本州排行第300。

## 歷史
森楚里為一座企業城鎮，始建於1901年。由於此城鎮之成立時間正好位於20世紀的第一年，因而命名為「Century」。此城鎮之郵政局於1901年成立